# Ahmed Marcouch

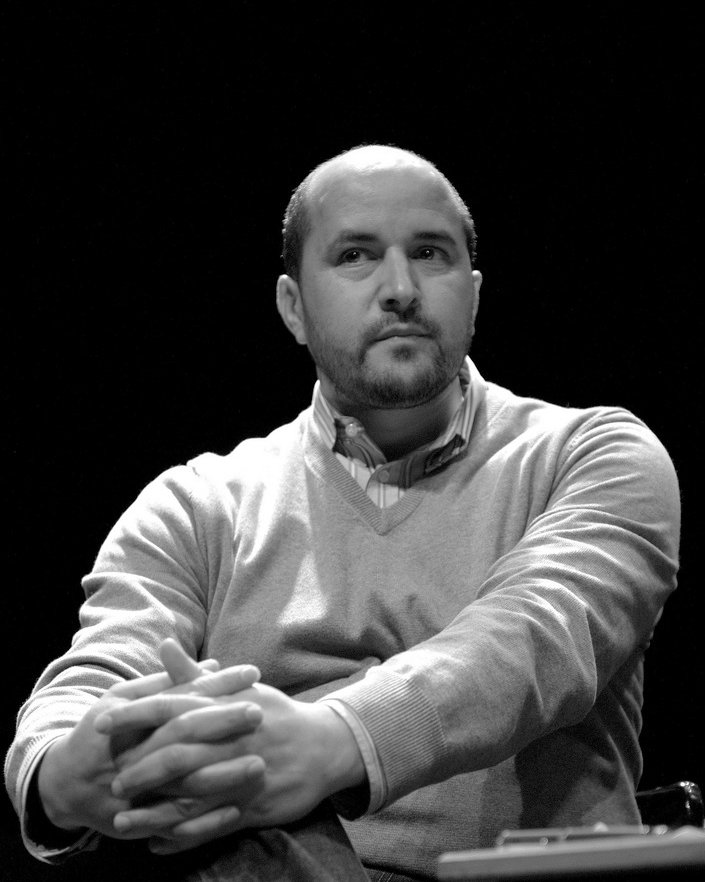
Ahmed Marcouch

Ahmed Marcouch (* 2. Mai 1969 in Beni-Boughafer, Marokko) ist ein marokkanischstämmiger niederländischer Politiker. Er war vom 11. März bis 8. September 2010 Mitglied des Amsterdamer Gemeinderates. Vom 17. Juni 2010 bis zum 23. März 2017 war er Abgeordneter der PvdA (Partij van de Arbeid) in der Zweiten Kammer der Generalstaaten, dem niederländischen Parlament. Seit dem 1. September 2017 ist er Bürgermeister von Arnhem.

## Leben
Er wurde in einer Küstenstadt im Norden Marokkos geboren. Sein Vater verließ die Familie in den frühen 1970er Jahren Richtung Europa und arbeitete als Gastarbeiter in Amsterdam. Seine Mutter starb, als er drei Jahre alt war; zu dem Zeitpunkt hatte er neun Geschwister. Sein Vater hatte mit seiner zweiten Frau fünf Kinder.
Im Jahr 1979 kam  der 10 Jahre alte Ahmed und der Rest der Familie mit ihrem Vater wieder zusammen. Die Familie lebte im Amsterdamer Stadtteil Oosterparkbuurt. In Marokko hatte er nicht die Schule besucht; an der vierten Montessori-Schule in Amsterdam-Oost lernte er innerhalb von zwei Jahren Niederländisch lesen und schreiben. Er besuchte den Individuellen Technischen Unterricht  (Individueel Technisch Onderwijs – ITO) und die MTS (Middelbare technische school) und begann seine Laufbahn als Pfleger im Pflegeheim Leo Polakhuis (Leo-Polak-Haus) in Amsterdam.
Anschließend arbeitete ab 1993 zehn Jahre bei der Amsterdamer Polizei, die letzten fünf als Brigadier (entspricht einem deutschen Polizeiobermeister). Während dieser Zeit machte er auch eine Lehrerausbildung für politische Bildung. Er war Lehrer für Sozialwissenschaften an der ROC (Regionaal opleidingencentrum) und arbeitete in Amsterdam als Prozessmanager. Bekannt in den Niederlanden wurde er als Sprecher und Mitglied des Vorstandes der Union der marokkanischen Moscheen in Amsterdam und Umgebung (UMMAO).
Im Mai 2006 wurde er Bezirksbürgermeister im Amsterdamer Stadtteil Slotervaart, die als Problemgemeinde gilt. Er ist der erste marokkanischstämmige sowie muslimische Bezirksbürgermeister in den Niederlanden. Sein Aufgabenbereich umfasst Sicherheit, Bildung und allgemeine Angelegenheiten. Marcouch schlug islamischen Unterricht an öffentlichen Schulen vor. Darüber hinaus setzt er sich für die Gleichberechtigung Homosexueller in Slotervaart bzw. in muslimischen Kreisen ein: so nahm er 2009 an der Amsterdam Gay Pride teil und eröffnete das muslimische Zuckerfest in der Homosexuellen-Bar Havanna Club.
Marcouch wurde von dem ultra-orthodoxen salafistischen Den Haager Imam Fawaz Jneid als Munāfiq (Heuchler) angefeindet, also als jemand, der sich als Muslim ausgibt, aber nicht glaubt. Marcouch forderte junge Muslime dazu auf, sich gegen Gewalt im Namen des Islam auszusprechen.